# Bernd Schneider (Politiker)
Bernd Schneider (* 16. April 1925 in Burg bei Magdeburg; † 6. Dezember 2013 in Gießen) war ein deutscher Politiker (SPD), Hauptmann d. R. und Jurist. Er war 14 Jahre Oberbürgermeister der Stadt Gießen und wesentlich am Bau des Gießener Rings beteiligt. 

## Leben
Von 1952 bis 1963 war Schneider Referent des hessischen Ministerpräsidenten Georg-August Zinn.
In der Zeit von 1963 bis 1977 war Schneider Oberbürgermeister der Stadt Gießen. 1963 trat er die Nachfolge des späteren hessischen Ministerpräsidenten Albert Osswald an. Er war zu Diensteintritt der jüngste Oberbürgermeister und zum Ende der dienstälteste Oberbürgermeister der Stadt Gießen. Manfred Mutz stand mit 16 Jahren Dienstzeit länger an der Stadtspitze. Er setzte sich besonders für die älteren Menschen in Gießen ein. Zu seinen Werken gehörte die Einführung von Altennachmittagen und Seniorenfahrten sowie der Bau von altersgerechtem Wohnraum. Sowohl der Bau des Gießener Rings, welcher heute noch für Entlastung der Innenstadt sorgt und der Hochwasserschutz in der Weststadt wären ohne sein Wirken nicht möglich gewesen. Er war kurzzeitig Staatsbeauftragter der Stadt Lahn. Von 1967 bis 1977 war Schneider Vorsitzender der Heimatvereinigung Schiffenberg Gießen e. V.

„»Dr. Bernd Schneider hat in Gießen deutliche Spuren hinterlassen, die bis heute positiv nachwirken«“

Schneider begann im Alter von 65 Jahren ein Zweitstudium an der Justus-Liebig-Universität Gießen im Fachbereich Geschichte, das er nach sieben Semestern abschloss. Fünf Jahre später promovierte er. Schneider war von 1972 bis 1978 zweiter Vorsitzender des Instituts für Medienpädagogik und Kommunikation Hessen. Er hat sich auch nach der Dienstzeit unter anderem in der Lebensabend-Bewegung für die Interessen der älteren Generation eingesetzt. Er war Mitbegründer des „nationalen Tages der älteren Generation“. Außerdem engagierte er sich als Hauptmann der Reserve als Landesvorsitzender des Reservistenverbandes und 24 Jahre als Vorsitzender der Gießener Gesellschaft für Wehr- und Sicherheitstechnik.
Er war verheiratet und hatte einen Sohn.